# بن‌بست (فیلم ۱۹۷۰)
«بن‌بست» (انگلیسی: Deadlock (1970 film)) فیلمی در ژانر درام، جنایی، و وسترن است که در سال ۱۹۷۰ منتشر شد. از بازیگران آن می‌توان به ماریو آدورف و آنتونی داوسون اشاره کرد.